# Buda (Brăești), Iași
Buda este un sat în comuna Brăești din județul Iași, Moldova, România.